# Helga Johanny
Helga Johanny ist eine ehemalige deutsche Radrennfahrerin und nationale Meisterin im Radsport.

## Sportliche Laufbahn
Johanny war im Bahnradsport in der DDR aktiv. Sie gehörte 1965 und 1966 der Nationalmannschaft an. 
Auf der Bahn wurde sie 1966 nationale Meisterin im Sprint vor Hannelore Mattig. 1967 konnte sie diesen Titel vor Heidi Blobner verteidigen. 1962 und 1963 wurde sie jeweils Dritte der Meisterschaften.
1965 und 1966 kam sie bei den Meisterschaften im Zeitfahren auf den dritten Platz, 1967 wurde sie Vize-Meisterin hinter Mattig.
1966 startete sie bei den UCI-Bahn-Weltmeisterschaften im Sprint. Johanny startete für den TSC Berlin und den SC Leipzig.